# Django arrive, préparez vos cercueils
Pour les articles homonymes, voir Django.
Pour plus de détails, voir Fiche technique et Distribution.
Django arrive, préparez vos cercueils (titre italien C'è Sartana... vendi la pistola e comprati la bara!) est un western spaghetti réalisé par Giuliano Carnimeo en 1970

## Résumé
Un chasseur de primes profite de l'embuscade tendue par des bandits à un curieux convoi d'or pour amener le cadavre d'un homme recherché au shérif de la ville voisine... et se trouve impliqué dans les combines des environs, alors qu'entre en scène un autre pistolero, Sabato.

## Fiche technique
- Titre original italien : C'è Sartana... vendi la pistola comprati la bara!
- Titre des traductions : Django arrive, préparez vos cercueils (français) ; Fistful of Lead (USA) ; Django - die Gier nach Gold ou Django - schieß mir das Lied vom Sterben ou Django und Sabata - Wie blutige Geier (RFA)
- Réalisateur Giuliano Carnimeo (crédité comme Antony Ascott)
- Scénariste : Tito Carpi
- Producteurs : Sergio Borelli et Franco Palaggi pour Colt Produzioni Cinematografiche
- Musique originale : Francesco De Masi
- Photographie : Stelvio Massi
- Montage : Ornella Micheli
- Durée : 93 min
- Pays :  Italie
- Langue : italien
- Couleur : Technicolor
- Format : 2.35 : 1
- Son : Mono
- Lieu du tournage : studios Cinecittà, Rome
- date de sortie en France : 6 décembre 1972

### Commentaire
On notera la variation du nom du personnage principal, entre Sartana en italien et en anglais, et Django, en français et en allemand.

## Distribution
- George Hilton : Sartana (Django en version française)
- Charles Southwood : Sabbath (Sabata en version française)
- Erika Blanc : Trixie (créditée comme Susan Scott)
- Piero Lulli : Samuel Spencer (sous le pseudo de Peter Carter)
- Linda Sini :  femme de Mantas
- Nello Pazzafini : Mantas
- Carlo Gaddi : Baxter
- Aldo Barberito : Angelo
- Marco Zuanelli : Dead Eye Golfay
- Luciano Rossi : Flint Fossit (sous le pseudo de Lou Kamante)

## Voix françaises
- Jacques Deschamps      (George Hilton)
- Jacques Thebault   (Charles Southwood)
- Perrette Pradier   (Erika Blanc)
- Jean-Claude Michel   (Piero Lulli)
- Paule Emanuele   (Linda Sini)
- Pierre Collet   (Nello Pazzafini)
- Raymond Loyer   (Spartaco Conversi)
- Georges Atlas   (Aldo Barberito)
- Henri Djanik   (Sandro Scarchilli)
- Jean Violette   (John Bartha)
- Georges Atlas   (Marco Zuanelli)
- Henri Djanik   (Frederico Boido)